# Discestra atlantica
Discestra atlantica là một loài bướm đêm trong họ Noctuidae.